# Брук, Семён Израилевич
Семён Израилевич Брук (Шломо Брук, 1899—1983) — израильский театральный актёр.

## Биография
Шломо Брук родился в Сновске Черниговской губернии, затем учился в театральной студии «Соловей» в Харькове. В 1920 году актёр присоединился к труппе старейшего израильского театра «Габима», где играл до конца карьеры.
В 1928 году Брук репатриировался в Палестину. Всю жизнь прожил холостяком. Умер в 1983 году после продолжительной болезни.
Брук специализировался на комических ролях. Среди его актёрских работ — роли в спектакле Гадибук С. Ан-ского, премьера которого состоялась 31 января 1922 года. В составе труппы «Габимы» Брук также гастролировал, в том числе на Бродвее с постановками в 1926/27 и 1964 годах.

## Театральные работы
- Гадибук — Берчик, духовный судья, Хасид
- Голем
- Синяя птица
- Реувени, князь иудейский
- Венецианский купец
- Корона Давида
- На равнинах Негева
- Моя тень